# Leif Rundqvist
Leif Gösta Darling Rundqvist, signaturen Leffe, född 22 april 1943 i Sundsvall, är en svensk serietecknare och illustratör som bland annat skapade serien om James Fjong. Han växte upp i Söderhamn.